# Santo Angelo (tiểu vùng)
Santo Angelo là một tiểu vùng thuộc bang Rio Grande do Sul, Brasil. Tiều vùng này có diện tích 10751 km², dân số năm 2007 là 209134 người.